# Another Chinese Cop
Pour plus de détails, voir Fiche technique et Distribution.
Another Chinese Cop (Zhong guo 'O' ji zhi xie xing qing ren) est un film hong-kongais réalisé par Lam Yi-hung, sorti le 27 mars 1996.

## Synopsis
Tai est marié avec Mindy. Cette dernière le force à mettre en place un enlèvement pour se faire de l'argent. Cela sème la discorde entre lui et son ancien « frère de kung-fu » et policier, Tai-Chu.

## Fiche technique
- Titre : Another Chinese Cop
- Titre original : Zhong guo 'O' ji zhi xie xing qing ren
- Réalisation : Lam Yi-hung
- Scénario : Hsu Chia-chiang et Lai Man-cheuk
- Production : Lai Man-cheuk
- Musique : Inconnu
- Photographie : Pang Jun-wai
- Montage : Inconnu
- Pays d'origine : Hong Kong
- Format : Couleurs - 1,85:1 - Dolby Digital - 35 mm
- Genre : Policier et thriller
- Durée : 91 minutes
- Date de sortie : 27 mars 1996 (Hong Kong)

## Distribution
- Billy Chow : Tai
- Law Kar-ying : Li Tai-whu
- Liu Tai-wai : Lin
- Diana Pang : Mindy
- Elvis Tsui : Hwa Chiang
- Anthony Wong : Li Shu-Pei
- Gabriel Wong : Tortue
- Yuen King-tan : Chinny